# Darbuka

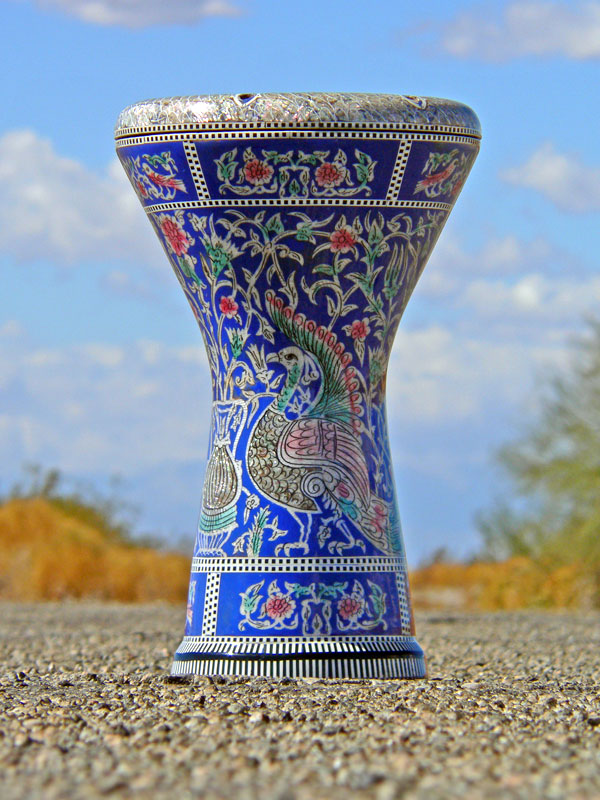
Darbuka

Darbuka (arab. دربوكة darbūkah, również: durbakee, dumbec, doumbek, doumbec, dumbek, dumbelek, goblet drum) – bęben kielichowy używany głównie w muzyce Bliskiego Wschodu.
Dawniej korpus darbuki wykonywany był z materiału ceramicznego, a naciąg – ze skóry koziej lub rybiej. Obecnie używa się najczęściej membran z plastyku oraz korpusów zrobionych z aluminium lub mosiądzu. Metalowe darbuki można podzielić na dwa rodzaje: model egipski o zaokrąglonych brzegach oraz model turecki o zewnętrznym systemie strojenia. Brzmienie darbuki jest ciekawe, szkliste; jest ona też bardzo donośna.
Do znanych muzyków grających na darbuce należą: Misirli Ahmet, Levent Yildirim, Hossam Ramzy, Said el Artist, Burhan Öçal i Hamdi Akatay.

## Technika gry
Podczas gry darbuka jest trzymana oburącz w pozycji poziomej pod pachą oparta na biodrze, lub pomiędzy nogami (mniej popularne). Kształt bębna (przypominający klepsydrę lub kielich) ma za zadanie ułatwić odpowiednie trzymanie bębna. Wiele tego typu bębnów ma specjalny pas mocujący, ułatwiający znacznie grę.
Trzy podstawowe dźwięki to dum, tek oraz ka. Dum (doum) to niski dźwięk wydobywany poprzez uderzenie prawą ręką w środek darbuki. Tek to wyższy dźwięk wydobywany poprzez szybkie uderzenie prawą ręką na brzegu membrany. Ka to dźwięk podobny do tek, ale wykonywany poprzez uderzenie lewą ręką na skraju membrany.

## Rytmy

### Ayoub
Ajub, ayoub to rytm na 2/4, wywodzący się z obrzędów Zaar, z tego też powodu czasem spotykany jest pod nazwą Zaar.
Rytm ten w swojej podstawowej wersji składa się z dwóch równomiernie rozłożonych „dumów” oraz jednego „tek” występującego po drugim „dumie”.
| 1   | i   | 2   | i   |
| Dum | ––– | Dum | Tek |

### Fellahi
Fellahi to szybki i skoczny rytm na 2/4. Swoim rozkładem dumów i taków przypomina rytm maksum.
| 1   |     | i   |     | 2   |     | i   |     |
| Dum | Tek | ––– | Tek | Dum | ––– | Tek | ––– |

### Malfuf
Malfuf to rytm na 2/4. W wersji podstawowej można go zapisać następująco:
| 1   | * | i | *   | 2 | * | i   | * |
| Dum | – | – | Tek | – | – | Tek | – |

### Maksum
Maksum to tradycyjny rytm egipski na 4/4, powszechnie rozpowszechniony w muzyce arabskiej.
W wersji podstawowej można go zapisać następująco:
| 1   | i   | 2   | i   | 3   | i   | 4   | i   |
| Dum | Tek | ––– | Tek | Dum | ––– | Tek | ––– |

### Baladi
Baladi, zwany też Masmoudi Saghir (mały masmoudi) to rytm na 4/4. W wersji podstawowej można go zapisać następująco:
| 1   | i   | 2   | i   | 3   | i   | 4   | i   |
| Dum | Dum | ––– | Tek | Dum | ––– | Tek | ––– |

### Saidi
Saidi to rytm na 4/4. W wersji podstawowej można go zapisać następująco:
| 1   | i   | 2   | i   | 3   | i   | 4   | i   |
| Dum | Tek | ––– | Dum | Dum | ––– | Tek | ––– |

## Galeria

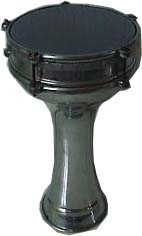
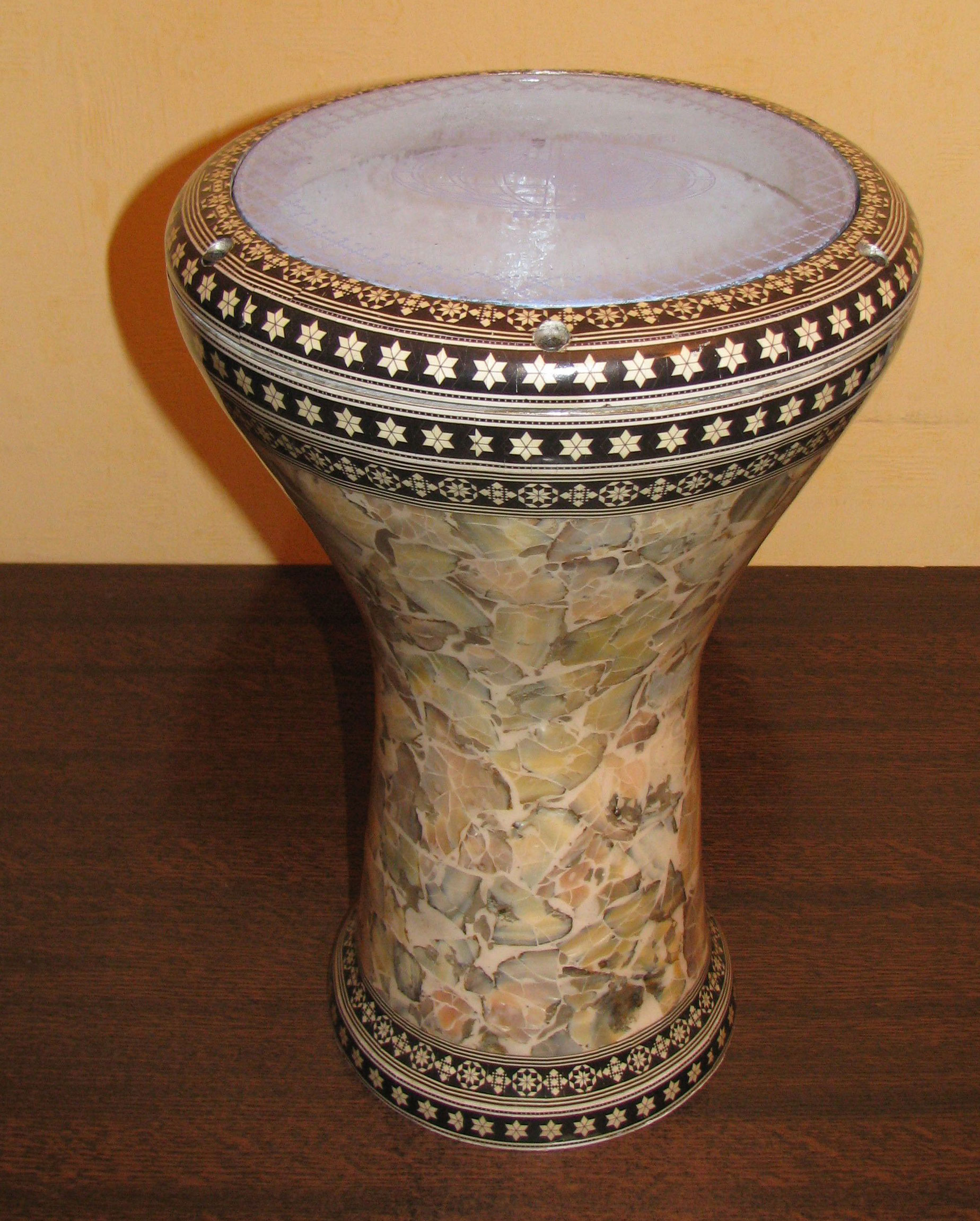
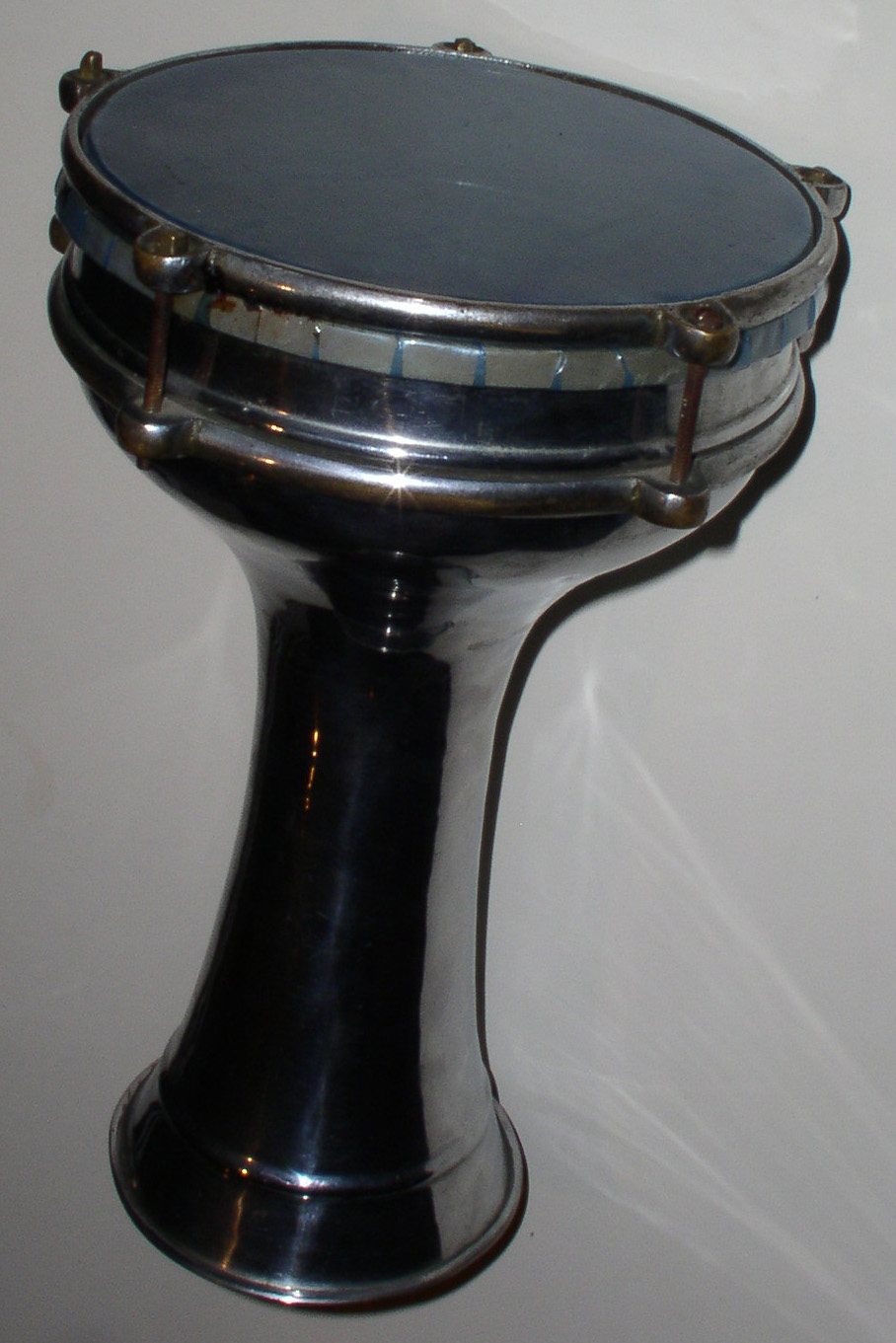
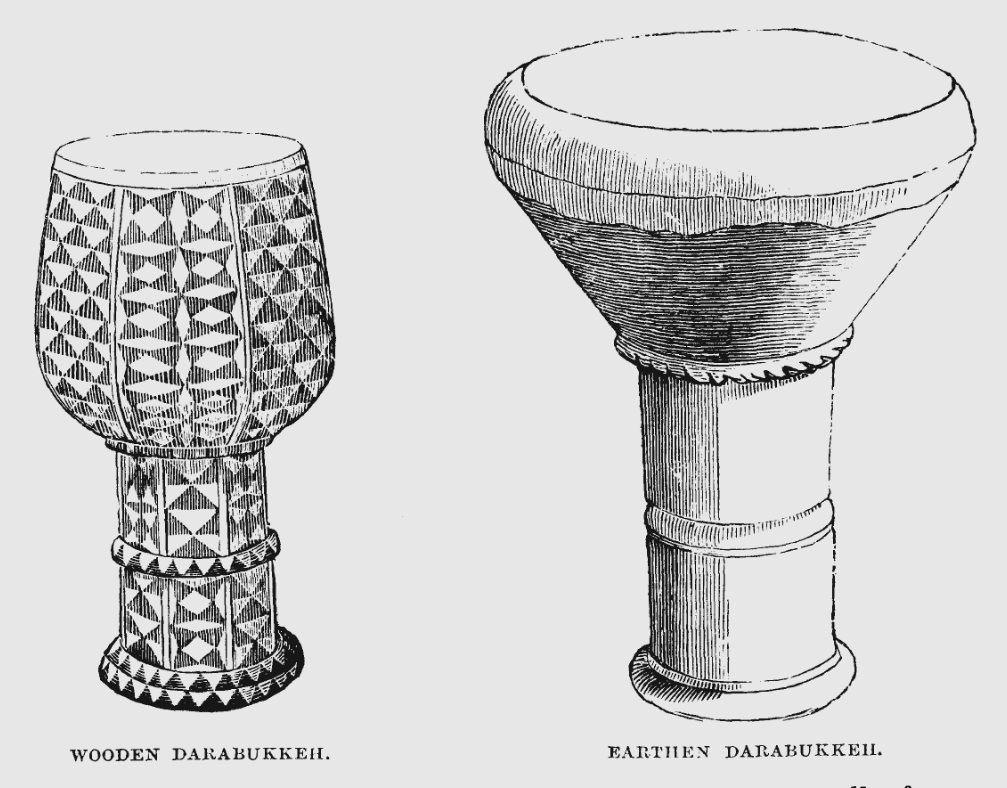
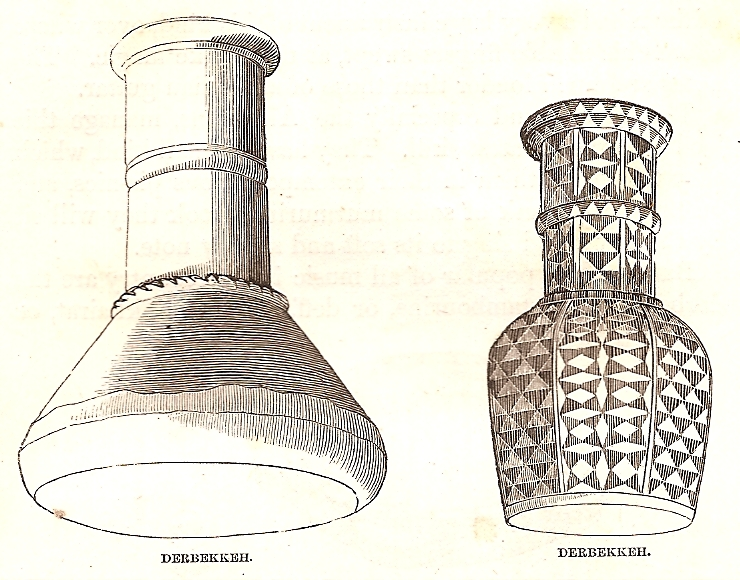